# Ebblingem
Ebblingem (officieel: Ebblinghem) is een gemeente in de Franse Westhoek, in het Franse Noorderdepartement. De gemeente ligt in Frans-Vlaanderen in de streek het Houtland. Ebblingem grenst aan de gemeenten Bavinkhove, Stapel, Linde en Ruisscheure. 
De gemeente heeft ongeveer 550 inwoners. 

## Naam
De herkomst van de plaatsnaam Ebblingem is Oudnederlands en bestaat uit drie gedeelten: Ebbl+ing+hem, wat betekent "Woonplaats (heem) van de lieden van Ebbl". In 1801 werd de naam vermeld als Abblinghem.

## Geschiedenis
Reeds in de prehistorie werd deze streek bewoond vanwege de vruchtbare bodem. In 1984 werden bij Pont d'Asquin diverse verbrandingsresten uit deze tijd aangetroffen.
In het feodale tijdperk was Ebblingem een heerlijkheid, die in 1236 in bezit was van Pieter van Ebbligem. De zetel van de heerlijkheid was het Kasteel van Ebblingem.

## Bezienswaardigheden
- De Sint-Samsonkerk (Église Saint-Samson)
- Het Kasteel van Ebblingem
- Het Kasteel Creusaert
- Ebblinghem Military Cemetery, een Britse militaire begraafplaats met meer dan 450 gesneuvelden uit de Eerste Wereldoorlog

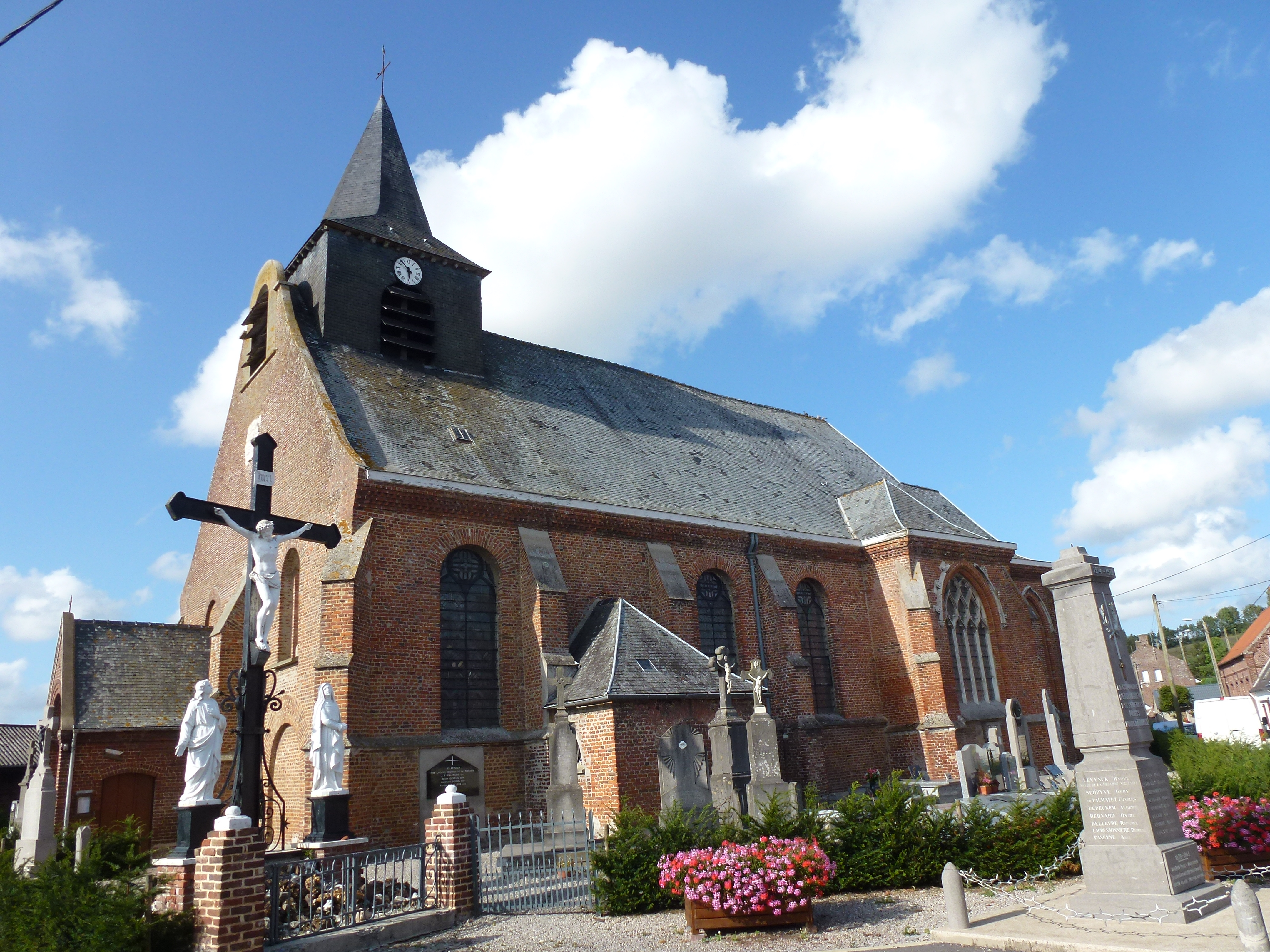
De Sint-Samsonkerk in Ebblingem
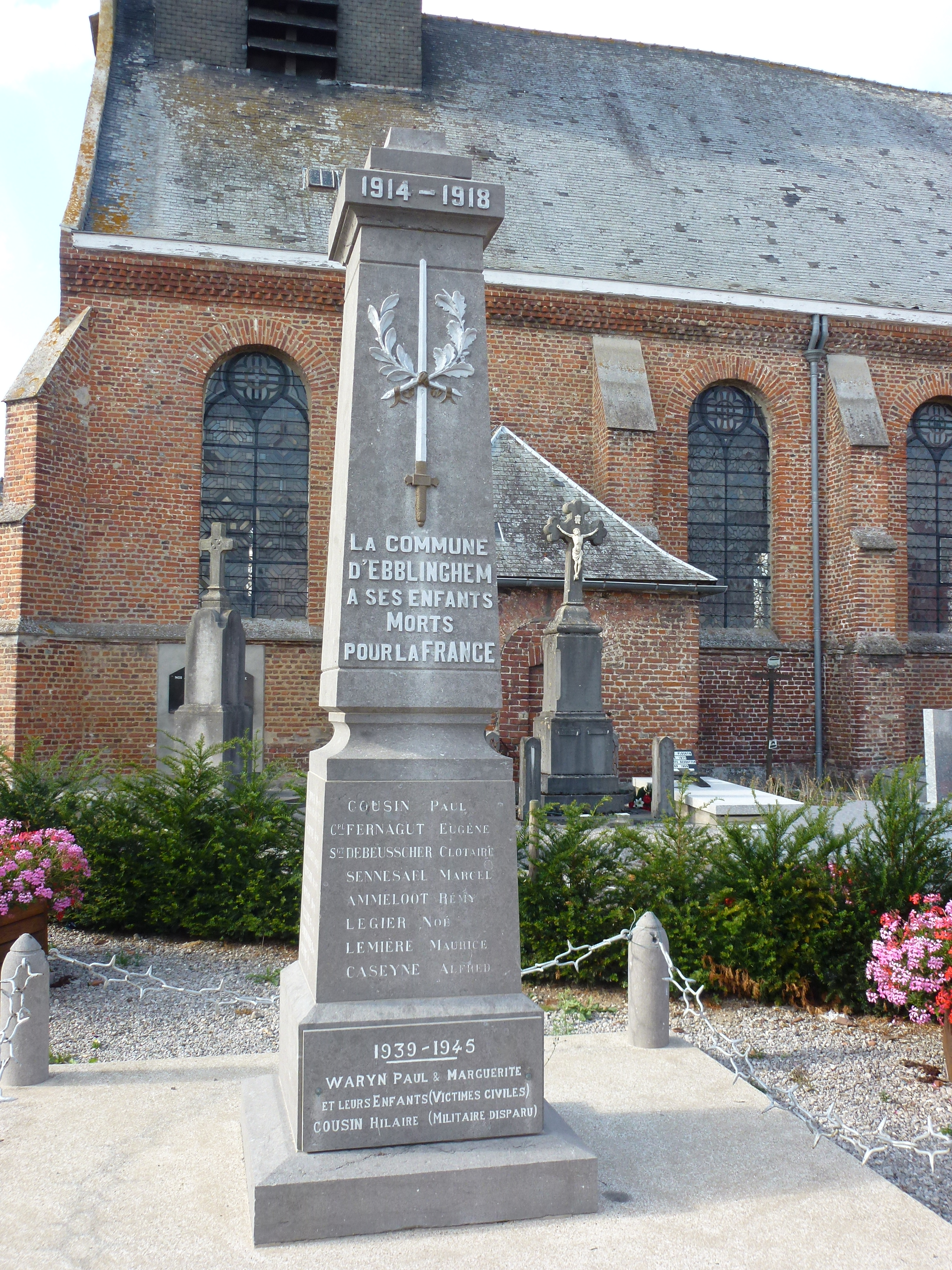
Het Monument voor de Doden
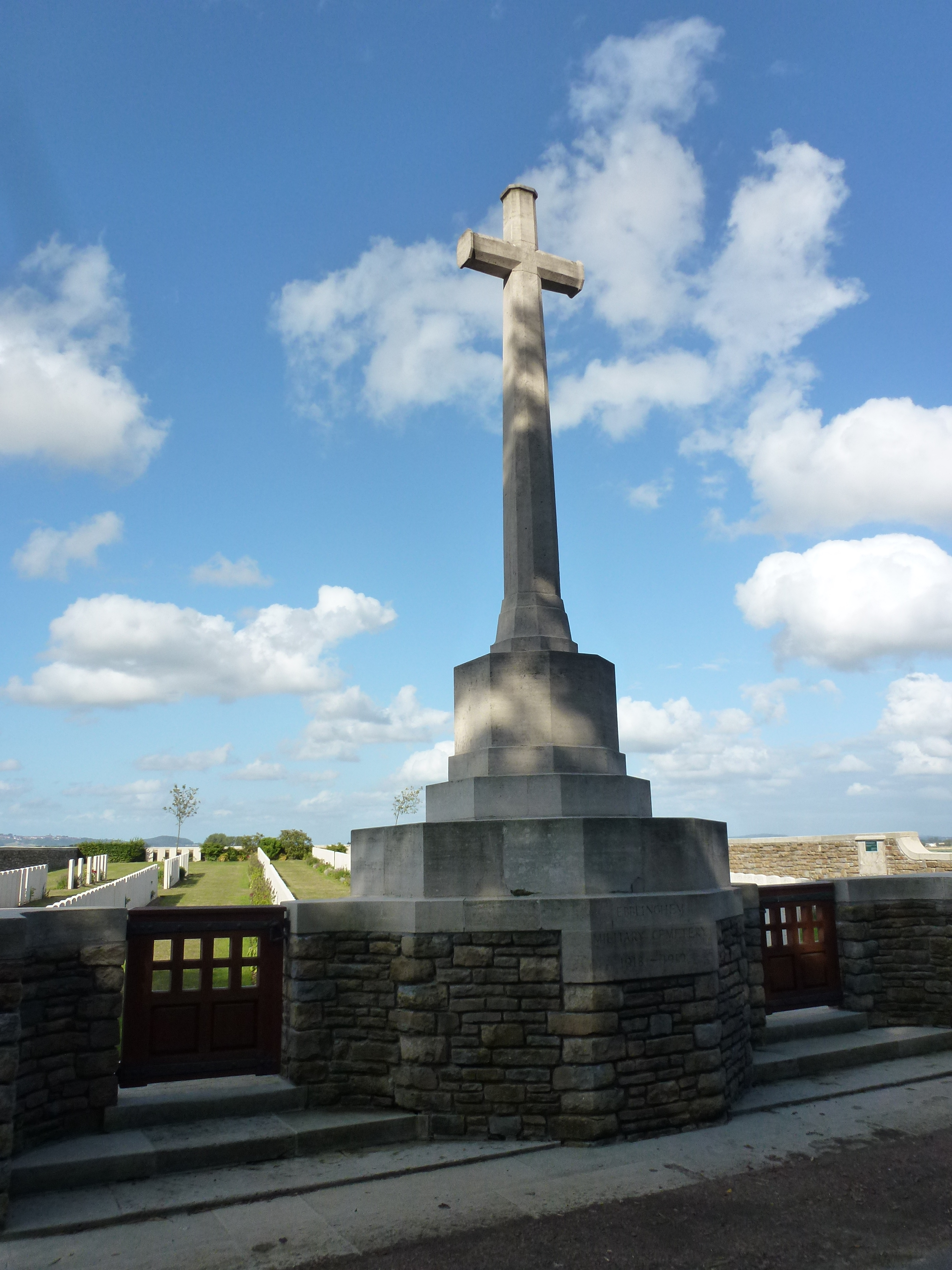
Ebblinghem Military Cemetery
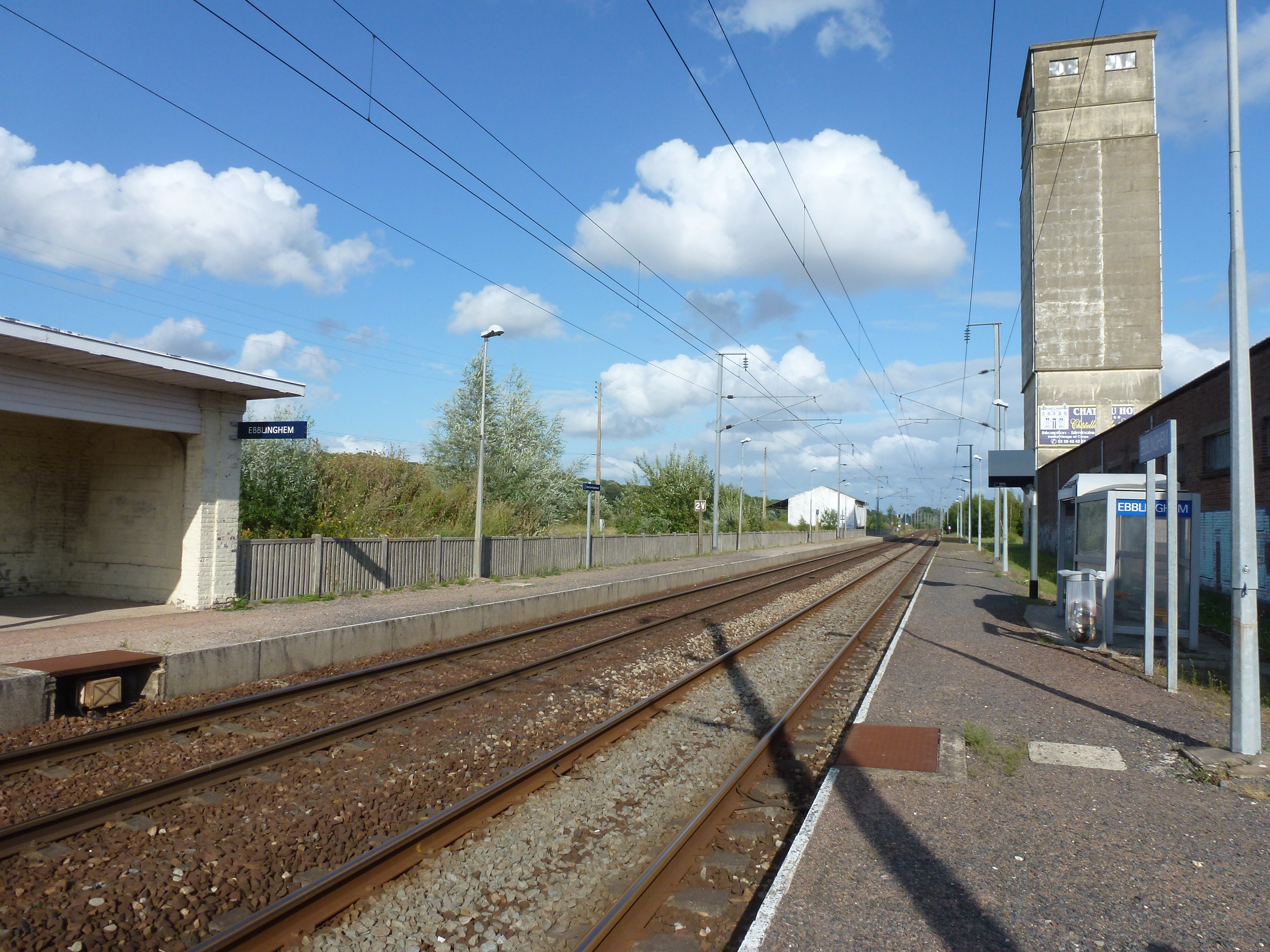
Het station van Ebblingem

## Geografie
Ebblingem ligt in het Houtland op een hoogte van 29-70 meter. Het eigenlijke dorp ligt op 34 meter hoogte.
De onderstaande kaart toont de ligging van Ebblingem met de belangrijkste infrastructuur en aangrenzende gemeenten.

## Demografie
Onderstaande figuur toont het verloop van het inwonertal (bron: INSEE-tellingen).

## Verkeer en vervoer
In de gemeente ligt het Station Ebblinghem op de spoorlijn tussen Rijsel en Calais.

## Nabijgelegen kernen
Ruisscheure, Klaarmares, Stapel, Waalskappel, Linde
Blaringem · Boezegem · Ebblingem · La Gorgue  · Haverskerke · Hazebroek · Linde · Meregem · Moerbeke · Nieuw-Berkijn · Ruisscheure · Steenbeke · Stegers · Tienen · Waalskappel · Zerkel
Armboutskappel · Arneke · Bambeke · Bavinkhove · Belle · Berten · Bieren · Bissezele · Blaringem · Boeschepe · Boezegem · Bollezele · Borre · Bray-Dunes · Broekburg · Broekkerke · Broksele · Buisscheure · Drinkam · Duinkerke · Ebblingem · Eke · Ekelsbeke · Eringem · Gijvelde · Godewaarsvelde · La Gorgue · Grand-Fort-Philippe · Grevelingen · Groot-Sinten · Hardefoort · Haverskerke · Hazebroek · Herzele · Holke · Hondegem · Hondschote · Hooimille · Houtkerke · Kaaster · Kapelle · Kapellebroek · Kassel · Killem · Kraaiwijk · Krochte · Kwaadieper · Lederzele · Ledringem · Leffrinkhoeke · Linde · Loberge · Loon · Meregem · Merkegem · Merris · Meteren · Millam · Moerbeke · Niepkerke · Nieuw-Berkijn · Nieuw-Koudekerke · Nieuwerleet · Noordpene · Ochtezele · Okselare · Oostkappel · Oud-Berkijn · Oudezele · Pitgam · Pradeels · Rekspoede · Rubroek · Ruisscheure · Sint-Janskappel · Sint-Joris · Sint-Mariakappel · Sint-Momelijn · Sint-Pietersbroek · Sint-Silvesterkappel · Sint-Winoksbergen · Soks · Spijker · Stapel · Steenbeke · Steenvoorde · Steenwerk · Stegers · Stene · Strazele · Terdegem · Téteghem-Coudekerque-Village · Tienen · Uksem · Vleteren · Volkerinkhove · Waalskappel · Warrem · Waten · Wemaarskappel · Westkappel · Wilder · Winnezele · Wormhout · Wulverdinge · Zegerskappel · Zerkel · Zermezele · Zoeterstee · Zuidkote · Zuidpene
1. ↑  Populations de référence 2022.